# Birger Ljungström
Birger Ljungström (ur. 4 czerwca 1872 w Uddevalla, zm. 3 grudnia 1948 w Lidingö) – szwedzki konstruktor, inżynier i przemysłowiec. Razem z bratem Fredrikiem wynalazł turbinę parową reakcyjną (tzw. turbina Ljungströma, zbudowana w 1910 roku). 

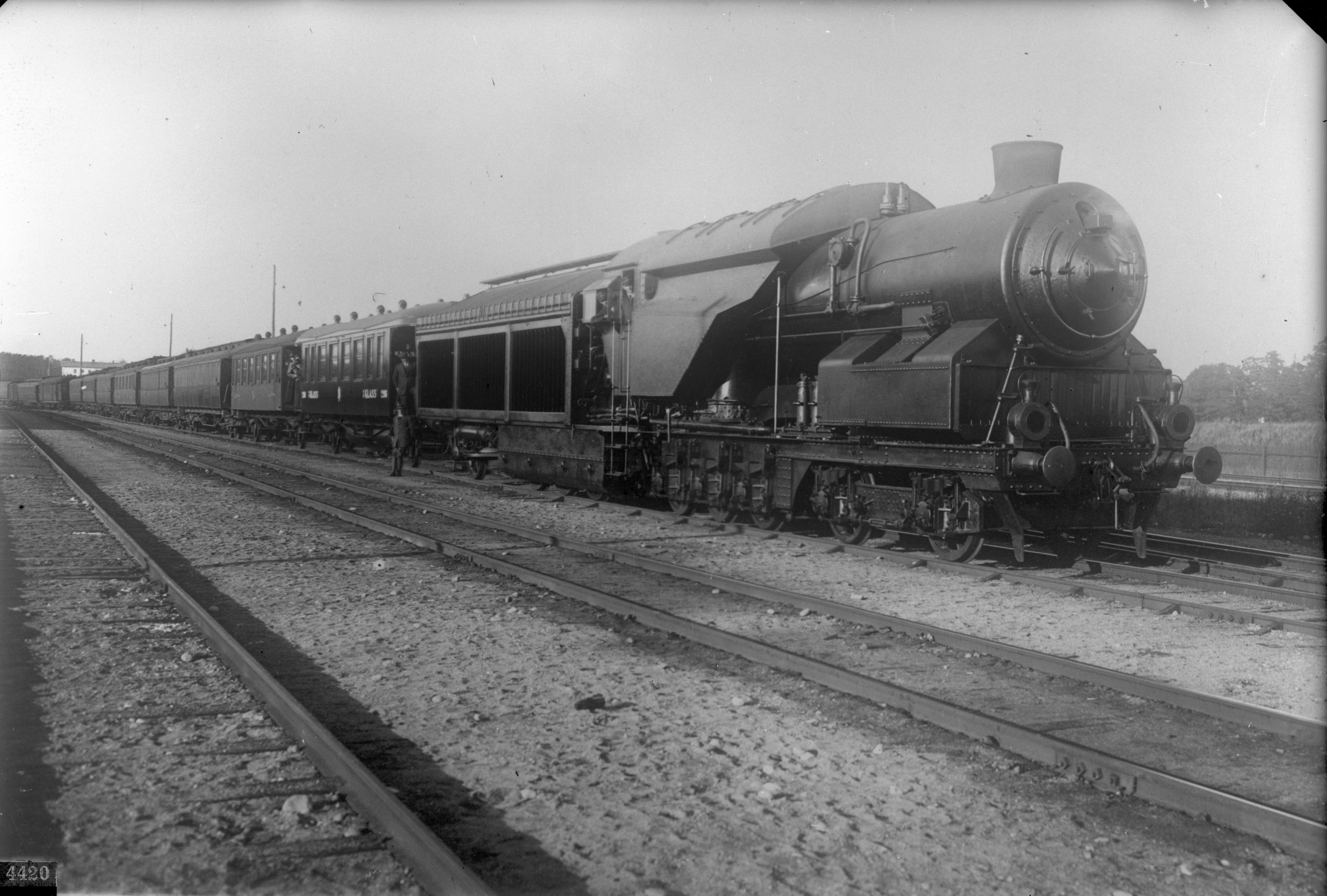
Parowóz turbinowy konstrukcji braci Ljungström w 1925 roku